# Mébendazole
Le mébendazole (nom commercial Vermox, code de développement R17635) est un antihelminthique de la classe des benzimidazolés (comme flubendazole et l'albendazole) utilisé dans les infestations par les vers ronds tels Ascaris lumbricoides et Enterobius vermicularis.
Des infestations par Ankylostoma duodenale, Necator americanus et Trichuris trichiura peuvent être traitées par le mébendazole mais il est conseillé d'effectuer un contrôle à la fin du traitement pour s'assurer de l'éradication des vers.
Il fait partie de la liste des médicaments essentiels de l'Organisation mondiale de la santé (liste mise à jour en avril 2013).